# Haller Zunterkopf
Der Haller Zunterkopf oder Hohe Zunterkopf (1966 m ü. A.) ist der östlichste Berg der Nordkette im Karwendel. 
Der Berg bildet mit dem westlich gelegenen Thaurer Zunterkopf (1918 m ü. A.) die südliche Begrenzung des Halltals. Er fällt in Richtung Inntal wie auch in Richtung Halltal mit felsdurchsetzten Steilhängen ab. In der älteren Literatur findet man für die beiden Zunterköpfe, die vom Inntal aus gesehen vor dem Halltal liegen, auch die Bezeichnung Vorberg. 950 Meter östlich des Hauptgipfels bildet der Berg mit dem Hochmahdkopf (1738 m ü. A.) eine Schulter, auf der wie am Hauptgipfel ein Kreuz steht. Der Berg wird häufig gemeinsam mit dem Thaurer Zunterkopf entweder vom westlich gelegenen Törl oder von Sankt Magdalena im Halltal (1287 m ü. A.) bestiegen. Eine kurze Stelle östlich des Gipfels verlangt Kletterfertigkeit im I. Grad der UIAA-Skala.
Am nördlichen Fuß des Berges liegt auf einer Terrasse und Waldlichtung das ehemalige Kloster Sankt Magdalena. An der Nord- und Ostflanke führt nahe am Talgrund der Fluchtsteig entlang. Der Steig wurde angelegt, um den Arbeitern im Salzbergwerk im Halltal eine Möglichkeit zu bieten, unter geringerer Lawinengefahr das Halltal passieren zu können.

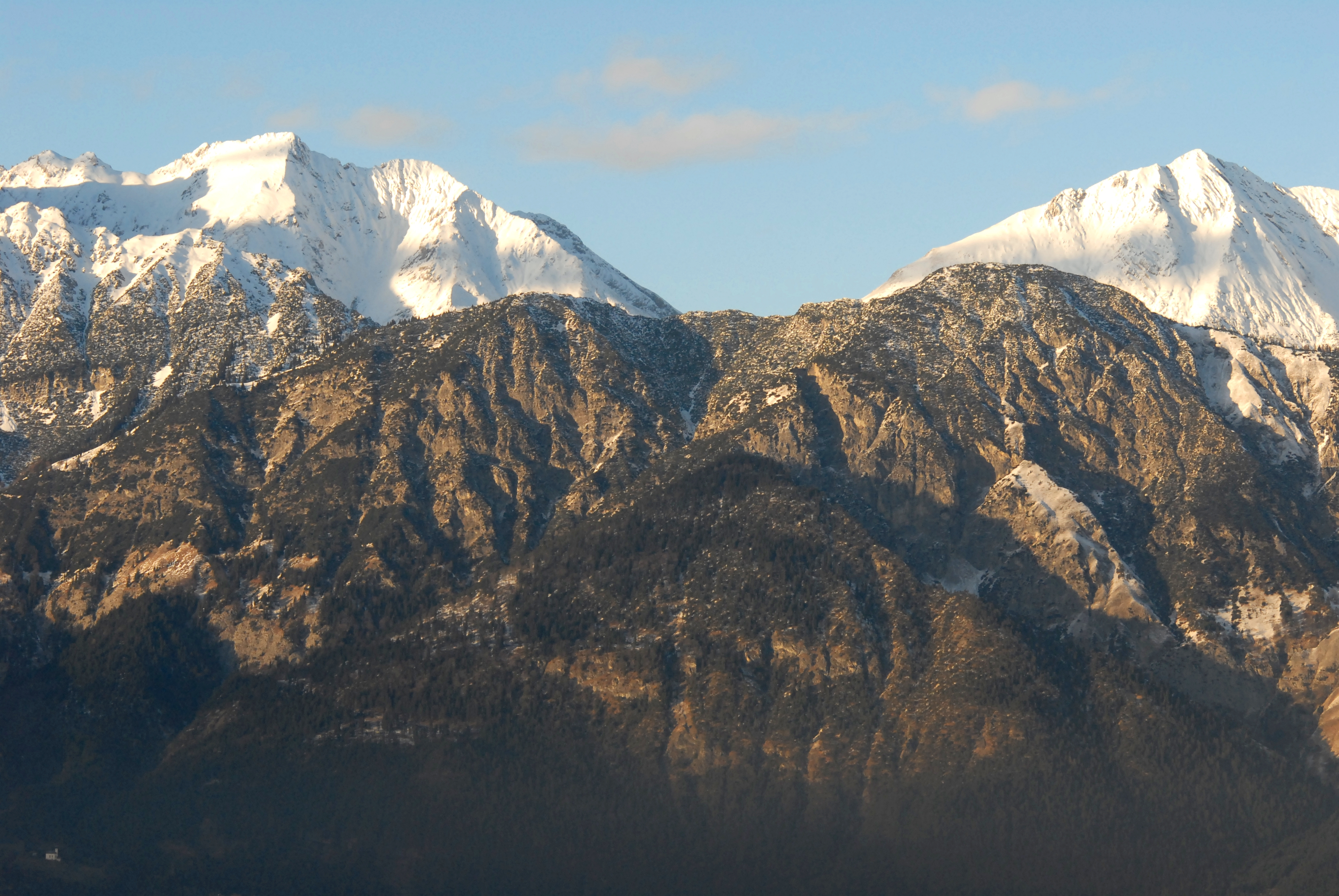
Der Haller Zunterkopf (vorne rechts) und der Thaurer Zunterkopf (vorne links)